# جوني ويلسون (ملاكم)
جوني ويلسون (بالإنجليزية: Johnny Wilson)‏ مواليد 23 مارس 1893 في نيويورك - الوفاة 08 ديسمبر 1985 في بوسطن، كان ملاكم أمريكي سابق صنّف ضمن فئة الوزن المتوسط.

## إحصائيات
خاض خلال مسيرته 101 نزالا، فاز في 63 وتعادل في 8 وخسر في 29. فاز بالضربة القاضية في 29 نزالا.

## روابط خارجية
- جوني ويلسون على موقع بوكس ريك (الإنجليزية) (registration required)